# Бескровный, Николай Иванович
Николай Иванович Бескровный — советский хозяйственный, государственный и политический деятель, Герой Социалистического Труда.

## Биография
Родился в 1928 году на территории современной Черкасской области. Член КПСС с 1953 года.
С 1952 года — на хозяйственной, общественной и политической работе. В 1952—1991 гг. — агроном, директор совхоза-комбината «Пуща-Водица» Киево-Святошинского района Киевской области.
Указом Президента СССР от 8 августа 1991 года присвоено звание Героя Социалистического Труда с вручением ордена Ленина и золотой медали «Серп и Молот».
Делегат XXIV съезда КПСС.
Умер в Киеве, похоронен на Байковом кладбище.

## Награды и звания
- Герой Социалистического Труда (08.08.1991).
- орден Ленина (22.12.1977, 07.07.1986, 08.08.1991)
- орден Трудового Красного Знамени (22.03.1966, 27.08.1971, 08.12.1973)